# ألفرد ديك
ألفرد ديك (بالألمانية: Alfred Dick)‏ هو سياسي ألماني، ولد في 6 ديسمبر 1927 في ألمانيا، وتوفي بنفس المكان في 7 مارس 2005. حزبياً، نشط في الاتحاد الاجتماعي المسيحي. انتخب عضو مجلس الشورى الموحد لبافاريا.

## روابط خارجية
- ألفرد ديك على موقع مونزينجر (الألمانية)